# Biểu tình Charlottesville 2017
Sự cố Biểu tình Charlottesville 2017 khởi nguồn từ một cuộc tụ tập của các nhóm cực hữu ở thành phố Charlottesville, bang Virginia, được gọi là cuộc tập hợp "Unite the Right" (Hữu khuynh Hợp nhất), vào ngày 11 và 12 tháng 8 năm 2017. Đó là những người chủ trương thượng đẳng da trắng, những người theo chủ nghĩa dân tộc da trắng, Tân Liên Minh, Tân Quốc Xã, và các tổ chức bán quân sự ở Hoa Kỳ. Những người tham dự phản đối việc di dời các tượng đài và đài tưởng niệm Liên minh miền Nam Hoa Kỳ từ không gian công cộng, đặc biệt là bức tượng điêu khắc Robert Edward Lee trong Emancipation Park. Các diễn giả tuyên bố rằng người Do Thái đang phá hoại phương Tây, và ca ngợi Donald Trump và Adolf Hitler. Trong cuộc tụ tập, David Duke đã tuyên bố cuộc mít tinh nhằm thực hiện "lời hứa của Donald Trump" . Tại cuộc biểu tình phản đối cuộc tụ tập này, một chiếc xe tông vào đám đông, giết chết 1 người và làm bị thương 19 người khác (5 người bị thương trầm trọng), Ngoài ra có ít nhất 19 người bị thương trong vụ xáo trộn đường phố và bạo lực khác tại cuộc mít tinh. Một chiếc trực thăng cảnh sát theo dõi các bạo lực trong cuộc biểu tình đã rơi xuống đất, làm chết hai người trong máy bay.
Các nhân chứng mô tả bạo lực bắt nguồn gốc từ những người chủ trương thượng đẳng da trắng.

## Bối cảnh
Vào ngày 15 tháng 5 năm 2017, một cuộc phản đối tương tự xảy ra chống lại kế hoạch của thành phố để dời bỏ bức tượng Đại tướng thống lãnh quân đội Liên minh miền Nam Robert E. Lee từ một công viên trung tâm thành phố do Richard Spencer cầm đầu. Sự kiện này liên quan đến những người biểu tình cầm ngọn đuốc gần bức tượng. Cùng đêm đó, một cuộc phản đối phản kháng lại đốt nến diễn ra trong đó có những người ủng hộ Black Lives Matter .
Cuộc biểu tình diễn ra khi Đại học Virginia giữa học kỳ mùa hè và mùa thu. Vào ngày 4 tháng 8, giám đốc Đại học Virginia Teresa Sullivan đã gửi một email cho sinh viên và giảng viên, trong đó nói, "Tôi thúc giục học sinh và tất cả thành viên của cộng đồng UVA tránh khỏi cuộc biểu tình ngày 12 tháng 8 và tránh gặp phải những cuộc va chạm bạo lực nói chung. Có nguy cơ bạo lực trong sự kiện này, và sự an toàn của bạn là mối quan tâm hàng đầu của tôi ".

## Cuộc diễu hành

### 11 tháng 8
Căng thẳng gia tăng vào tối ngày thứ Sáu, ngày 11 tháng 8, khi một nhóm người theo chủ nghĩa dân tộc da trắng - có nguồn tin cho là hàng chục, khoảng 100  và hàng trăm  - đi qua khuôn viên đại học Virginia trong khi la lên "Mạng sống người da trắng đáng được để tâm", "Bạn sẽ không thay thế chúng tôi" và"Người Do Thái sẽ không thay thế chúng ta", cũng như khẩu hiệu Đức Quốc xã "Máu và Đất." Nhóm này chủ yếu là người da trắng, nhiều người cầm đuốc tiki . Dưới sự dẫn dắt của Jason Kessler, những người theo chủ nghĩa dân tộc da trắng đã diễu hành từ Nameless Field, sân thể thao lacrosse, đến The Lawn.
Tại Rotunda của đại học, nhóm này đụng độ với những người chống đối họ bên cạnh bức tượng của nhà sáng lập trường Đại học Thomas Jefferson, Những người theo chủ nghĩa quốc gia trắng bao vây nhóm phản kháng nhỏ ở chân bức tượng và một cuộc xung đột xảy ra. Một số "thành viên của cả hai bên đã bị xịt bằng bình xịt tiêu, và một số người được điều trị tại chỗ vì những thương tích nhẹ." Những người theo chủ nghĩa dân tộc da trắng "bắt đầu ném những đuốc tiki thắp sáng của họ" trong tình trạng hỗn loạn."
Theo sau vụ bộc phát bạo lực, cảnh sát tuyên bố cuộc tập họp là bất hợp pháp và kết thúc nó. Báo Cavalier Daily tường thuật, "Trong khi chờ đợi xe tại Nameless Field sau cuộc diễu hành, một số người biểu tình 'alt-right' đã hô hào những lời phỉ báng nữ tính, chống lại người Do Thái, người đồng tính vào một số phóng viên và các thành viên trong cộng đồng. Thị trưởng Michael Signer lên án việc tụ tập, viết:" Khi tôi nghĩ đến ngọn nến, tôi muốn nghĩ đến những buổi cầu nguyện. Thay vì vậy, ngày hôm nay trong năm 2017, chúng ta đang nhìn thấy một cuộc diễu hành hèn nhát đầy hận thù, của sự hỗn loạn, phân biệt chủng tộc, và không khoan dung." 
Vào buổi tối, hàng giáo phẩm dẫn dắt một buổi cầu nguyện Kitô giáo và cầu nguyện liên tôn tại nhà thờ tưởng niệm Thánh Phaolô tại University Avenue để phản đối cuộc biểu tình Unite the Right.

### Ngày 12 tháng 8
Những người diễu hành và những người phản đối họ tụ tập tại Emancipation Park (trước đó được biết tới là Lee Park) trước cuộc diễu hành, nhưng vào lúc  11 a.m., thành phố Charlottesville tuyên bố tình trạng khẩn cấp,  trích dẫn một "mối đe dọa sắp xảy ra của sự xáo trộn dân sự, bất ổn, có thể gây thương tích cho người dân, và phá hoại tài sản công cộng và cá nhân". Một giờ sau, thống đốc bang Virginia Terry McAuliffe tuyên bố tình trạng khẩn cấp, nói rằng: "Giờ đây rõ ràng là an toàn công cộng không thể được bảo vệ nếu không có bổ sung các lực lượng (an ninh) và những người biểu tình đa số từ bên ngoài tiểu bang đã đến Virginia để gây nguy hiểm cho công dân và tài sản của chúng ta. Tôi ghê tởm bởi sự hận thù, sự hỗn loạn và bạo lực những người biểu tình này đã mang đến cho tiểu bang chúng ta." 
Những người biểu tình da trắng theo chủ nghĩa dân tộc đã hô vang những khẩu hiệu thời Nazi, bao gồm cả "máu và đất". Họ la lên: "Bạn sẽ không thay thế chúng tôi" và "Người Do Thái sẽ không thay thế chúng tôi". Người biểu tình này được tường thuật đã vẫy cờ Confederate và mang theo những áp phích nói rằng 'Goyim biết', đề cập đến những người không phải là Do Thái, và đả đảo báo chí Do thái (báo chí bị cho là bị kiểm soát bởi người Do Thái)."
Bắt đầu từ buổi sáng, trước thời điểm chính thức bắt đầu vào buổi trưa, "người phản đối và những người chống lại họ đã đối mặt, đá, đấm, ném chai nước và phun thuốc xịt hóa học vào nhau". Ước tính 500 người biểu tình và hơn một nghìn phản kháng có mặt tại nơi này. Ít nhất 19 người bị thương trong vụ xáo trộn đường phố và các bạo lực khác tại cuộc diễu hành.
Vào khoảng 11:40 sáng, Cảnh sát Tiểu bang Virginia tuyên bố cuộc tập hợp là bất hợp pháp qua loa, và cảnh sát chống nổi loạn đã giải tán hiện trường . Sau đó, "một nhóm cốt lõi cứng đầu gồm khoảng 100 người biểu tình cực hữu" đã chuyển đến McIntire Park cách đó khoảng 2 dặm (3 km), nơi họ tụ tập để nghe những người thuyết trình, dự kiến được tổ chức trong cuộc tụ tập 'Unite the Right' bao gồm cả lãnh tụ cực hữu khét tiếng Richard B. Spencer.

### Tông xe vào nhóm người phản đối cuộc biểu tình
Trong cuộc mít tinh, một chiếc xe tăng tốc độ lao vào một đám đông người phản kháng cuộc biểu tình, giết chết một phụ nữ 32 tuổi và làm bị thương 19 người khác . Đoạn video ghi lại tại hiện trường cho thấy một chiếc Dodge Challenger 2010 xám lao vào đám đông trên một khu phố mua sắm dành cho người đi bộ, tông bổng nhiều người, sau đó lùi lại ở tốc độ cao, tông thêm nhiều người. Một nhiếp ảnh gia có mặt tại hiện trường cho biết chiếc xe "cày vào một chiếc xe limousine và sau đó vào một chiếc minivan, cơ thể con người bay bổng, mọi người hoảng sợ và la hét, những người gần đó nhất nói rằng đó chắc chắn là một cuộc tấn công dữ dội. Người lái xe, mà mọi người sau đó mô tả là một gã đàn ông da trắng ốm với bộ râu lưa thưa, quay xe lại và chạy mất, đầu trước của chiếc xe bị vỡ nát."  Trong số 19 người bị thương, Trung tâm Y khoa Đại học Virginia cho biết, năm người đang trong tình trạng nguy kịch.
Ngay sau vụ va chạm, người lái xe, được xác định là James Alex Fields Jr., 20 tuổi, ở Maumee, Ohio  đã bị bắt. Anh ta bị buộc tội giết người ở mức độ thứ hai, ba lần gây thương nặng, và không dừng lại sau một vụ tai nạn gây tử vong, và bị giữ tại nhà tù khu vực Albermarle-Charlottesville.
Vụ việc xảy ra vào chiều ngày 12 tháng 8 năm 2017, tại 4th Street SE ở Charlottesville. Những người bị thương đã phản đối cuộc biểu tình Unite the Right, bắt đầu vào đêm trước. Chiếc xe đâm vào phía sau của một chiếc xe khác, trước khi đảo ngược trở lại trên đường phố và lái chạy đi. Một người chết và 19 người bị thương. Trưởng đoàn cảnh sát Charlottesville Al Thomas đã xác định người bị giết trong vụ va chạm là một người đi bộ nữ 32 tuổi tên Heather Heyer. Go Nakamura, một phóng viên của New York Daily News, trước đó đã chụp được bức tranh Fields vung một tấm chắn trang trí với biểu tượng cho nhóm Tân Nazis Vanguard America. Sau khi Fields bị bắt, nhóm này tuyên bố là Fields không phải là thành viên của họ và nói các tấm chắn được phát không cho bất cứ những ai tham dự."

### Tai nạn máy bay trực thăng
Chiều ngày 12 tháng 8, một chiếc trực thăng Bell 407 thuộc sở cảnh sát bang Virginia đã bị rơi ở phía tây nam Charlottesville, giết chết hai lính tiểu bang Virginia đang ở trên máy bay. Các nạn nhân, Trung úy H. Jay Cullen, 48 tuổi,ở Midlothian, Virginia, và binh sĩ Berke M.M. Bates, 40 tuổi, đang trên đường hỗ trợ an ninh và an toàn công cộng trong thành phố. Vụ tai nạn đã được Cục Quản lý Hàng không Liên bang, Ủy ban An toàn Giao thông Quốc gia, và Cảnh sát Tiểu bang Virginia điều tra.
Thông báo chính thức về vụ trực thăng rơi là do lỗi của phi công chưa được đào tạo đủ, dẫn đến thao tác sai khi trực thăng gặp sự cố.

## Diễn tiến tiếp theo

### Cầu nguyện và phản đối
Vào ngày 13 tháng 8, một ngày sau cuộc biểu tình, những người ủng hộ chống lại hận thù đã tổ chức các buổi cầu nguyện và các cuộc biểu tình ở một số thành phố trên khắp đất nước với nhiều mục đích khác nhau, bao gồm việc ủng hộ người dân mà những người chủ trương thượng đẳng da trắng lên án, đẩy mạnh việc di chuyển các tượng đài của Liên minh miền Nam Hoa Kỳ, và tố cáo chủ nghĩa phát xít, hành động và tuyên bố của tổng thống Hoa Kỳ . Tại Brooklyn, những người biểu tình tại cuộc tập họp "Hòa bình và hiểu biết" đã nghe các bài nói chuyện của Cố vấn Công chúng Letitia James và Kiểm soát viên Thành phố Scott Stringer . Tại Los Angeles, hàng trăm người tụ tập trên các bậc cầu thang của Tòa thị chính để lên án bạo lực của những người quốc gia da trắng và tôn vinh những người bị giết.
Hàng ngàn người biểu tình phản đối Trump đã đi dạo quanh Tháp Trump, nhiều người hét lên: "Thật xấu hổ, xấu hổ, xấu hổ!" Và "Nhốt nó lại!". Đáp lại, những người phản đối pro-Trump vẫy cờ Mỹ và hét "Make America White Again" vào những người biểu tình.
Các cuộc đối đầu ở công viên tiếp tục vào ngày Thứ Ba, 15 Tháng Tám, với những người chống lại đòi hỏi một người đàn ông Bắc Carolina trong bộ quân phục Confederate cầm cờ Confederate và súng trường bán tự động rời khỏi công viên. Khi cảnh sát hỏi anh ta rằng, anh ta có muốn đi không, anh ta nói anh ta sẽ và được bảo vệ ra xe của anh ấy.

## Phản ứng
Trong bài phát biểu sau đó trong ngày của cuộc biểu tình, Thống đốc Virginia Terry McAuliffe, cùng với thị trưởng Charlottesville Michael Signer, và cảnh sát trưởng Charlottesville ở hai bên, trực tiếp nói đến "những người theo chủ nghĩa dân tộc da trắng và theo Đức Quốc xã vào Charlottesville hôm nay", rằng: "Thông điệp của chúng tôi là rõ ràng và đơn giản: Về đi, bạn không được hoan nghênh trong cộng đồng lớn này, nên tự biết xấu hổ, bạn giả vờ rằng bạn là người yêu nước, nhưng bạn là bất cứ cái gì ngoài việc là người yêu nước... Chúng tôi mạnh hơn bạn... Bạn sẽ không thành công. Không có chỗ cho bạn ở đây. " 
Signer nói rằng ông đã ghê tởm vì những người theo chủ nghĩa dân tộc da trắng đã đến thị trấn của ông và chê trách Tổng thống Donald Trump làm nóng bùng lên những căng thẳng chủng tộc trong chiến dịch ứng cử tổng thống năm 2016 của ông, nói rằng: "Tôi sẽ không dấu diếm về vấn đề này. Tôi đổ trách nhiệm cho phần lớn những điều các bạn đang nhìn thấy ở Mỹ hôm nay ngay trước ngưỡng cửa Nhà Trắng và những người xung quanh ông tổng thống ".
Sau cuộc meeting, Chủ tịch UVA Teresa A. Sullivan lên án "cuộc bạo lực vô nghĩa" và yêu cầu các thành viên cộng đồng đại học giúp bảo vệ "sự an toàn và hạnh phúc của tất cả các thành viên trong cộng đồng chúng ta... bằng cách đừng ở lại ngoài đường tối nay khi các nhân viên an ninh công cộng của chúng ta làm việc để duy trì trật tự và hỗ trợ người cần đến ".

### Trả lời của Tổng thống Trump
Trump đáp lại bằng cách nói: "Tất cả chúng ta đều phải đoàn kết và lên án tất cả những cái mà sự thù ghét biểu hiện cho. Không có chỗ cho loại bạo lực này ở Mỹ. Hãy đến với nhau như cùng là một người!" Ông nói thêm rằng ông đã lên án "trong những điều khoản mạnh nhất có thể" những gì ông gọi là một "hiển thị thái quá về hận thù, lòng tin mù quáng và bạo lực ở nhiều phía. Trên nhiều khía cạnh."  Trump nói thêm: "Điều quan trọng bây giờ là phục hồi nhanh chóng luật pháp và trật tự ".

### Phản ứng về trả lời của Trump
Trump đặc biệt không lên án những người theo chủ nghĩa dân tộc da trắng hay những người chủ trương thượng đẳng da trắng, và cái bình luận "nhiều phía" của ông đã bị cả các thành viên Dân chủ và Cộng hòa của Quốc hội chỉ trích là thiếu sót. Trong khi các thành viên của cả hai đảng chính trị lên án bạo lực và hận thù của những người theo chủ nghĩa dân tộc da trắng, những người theo chủ nghĩa tân quốc xã và những nhà hoạt động alt-right, The New York Times lưu ý rằng Trump "là nhân vật chính trị quốc gia duy nhất đã đổ tội lỗi cho" hận thù, lòng tin mù quáng và bạo lực "dẫn đến cái chết của một người từ 'nhiều phía'." Tổ chức chính trị của đai biểu Quốc hội Mỹ người da đen (Congressional Black Caucus) tuyên bố rằng "sự ngụy biện bằng sự tương đồng giả mạo (false equivalence) của Trump, tiếng huýt sáo cho chó (dog whistle) nghe rất buồn. Chủ trương thượng đẳng da trắng phải chịu trách nhiệm." Thượng nghị sĩ đảng Cộng hòa Ted Cruz, Cory Gardner, Chuck Grassley, Orrin Hatch, John McCain, Rob Portman và Marco Rubio đều kêu gọi Trump lên án đặc biệt những người ủng hộ chủ trương thượng đẳng da trắng và tân quốc xã; Gardner nói: "Thưa ông Tổng thống - chúng ta phải gọi cái ác bằng tên của nó, đó là những người chủ trương thượng đẳng da trắng và đó là chủ nghĩa khủng bố trong nước." Thượng nghị sĩ đảng Cộng hòa Utah Orrin Hatch, người anh của ông bị giết chết trong chiến tranh ở châu Âu trong Thế chiến II, đã viết bài "Chúng ta nên gọi cái xấu bằng tên của nó, anh tôi đã không hy sinh cuộc đời của mình chiến đấu với Hitler để cho những ý tưởng của Đức Quốc xã đi đến quê hương mình mà không bị phản đối." Vài giờ sau đó, thượng nghị sĩ đảng Cộng hòa Ted Cruz đã viết trên Facebook, "Nazis, KKK, và những người ủng hộ chủ trương thượng đẳng da trắng là những kẻ ghê tởm và ác, và tất cả chúng ta đều có một nghĩa vụ đạo đức để nói ra chống lại những lời nói dối, lòng tin mù quáng, chủ nghĩa bài Do Thái, và hận thù mà họ truyền bá. " Ông tiếp tục, "Sau khi xem đoạn video gây kinh hoàng của chiếc xe cố tình đâm vào đám đông người biểu tình, tôi kêu gọi Bộ Tư pháp điều tra và truy tố ngay lập tức hành động đáng kinh tởm này của khủng bố trong nước." Tổng chưởng lý Virginia Mark Herring nói: "Bạo lực, hỗn loạn, và sự mất mát rõ ràng mạng sống ở Charlottesville không phải là lỗi của 'nhiều phía'. Đó là những người theo chủ nghĩa phân biệt chủng tộc và người chủ trương thượng đẳng da trắng." 
Cựu thủ lĩnh của Ku Klux Klan, David Duke, đã viết trả lời rằng, Trump nên "nhìn kỹ trong gương và nhớ rằng những người Mỹ da trắng là những người đã đưa ông vào ghế tổng thống chứ không phải những người cánh tả cực đoan".
Tuy nhiên, các nhân vật alt-right khác đã không phản đối lời phát biểu của Trump. Biên tập viên Daily Stormer, Andrew Anglin, nói rằng "Trump đã làm ngược lại những kẻ bảo thủ lừa đảo. Ông ta từ chối đề cập đến bất cứ điều gì liên quan đến chúng ta. Khi các phóng viên hét lên với ông về Chủ nghĩa Quốc gia da trắng, ông chỉ bước ra khỏi phòng." 
Anthony Scaramucci, người trước đây từng làm Giám đốc Truyền thông Nhà Trắng dưới quyền của ông Trump, nói rằng ông "sẽ không tiến cử" tuyên bố của Tổng thống về bạo lực, lập luận rằng "Tôi nghĩ ông ấy cần phải mạnh bạo hơn vì nó liên quan đến những người ủng hộ chủ trương thượng đẳng da trắng và bản chất của điều đó." Ông đổ lỗi cho ảnh hưởng của chiến lược gia Nhà Trắng Steve Bannon về lời phát biểu, tuyên bố rằng: "Sự dung thứ chủ nghĩa dân tộc da trắng của Steve Bannon là điều không thể tha thứ."